# Les Monts-Ronds
Les Monts-Ronds è un comune francese di 669 abitanti situato nel dipartimento del Doubs nella regione della Borgogna-Franca Contea. È stato istituito il 1 gennaio 2022 dalla fusione dei precedenti comuni di Mérey-sous-Montrond e Villers-sous-Montrond.